# پرستوی شکم‌قهوه‌ای
پرستوی شکم‌قهوه‌ای (نام علمی: Notiochelidon murina) نام یک گونه از تیره پرستو است.

## نگارخانه

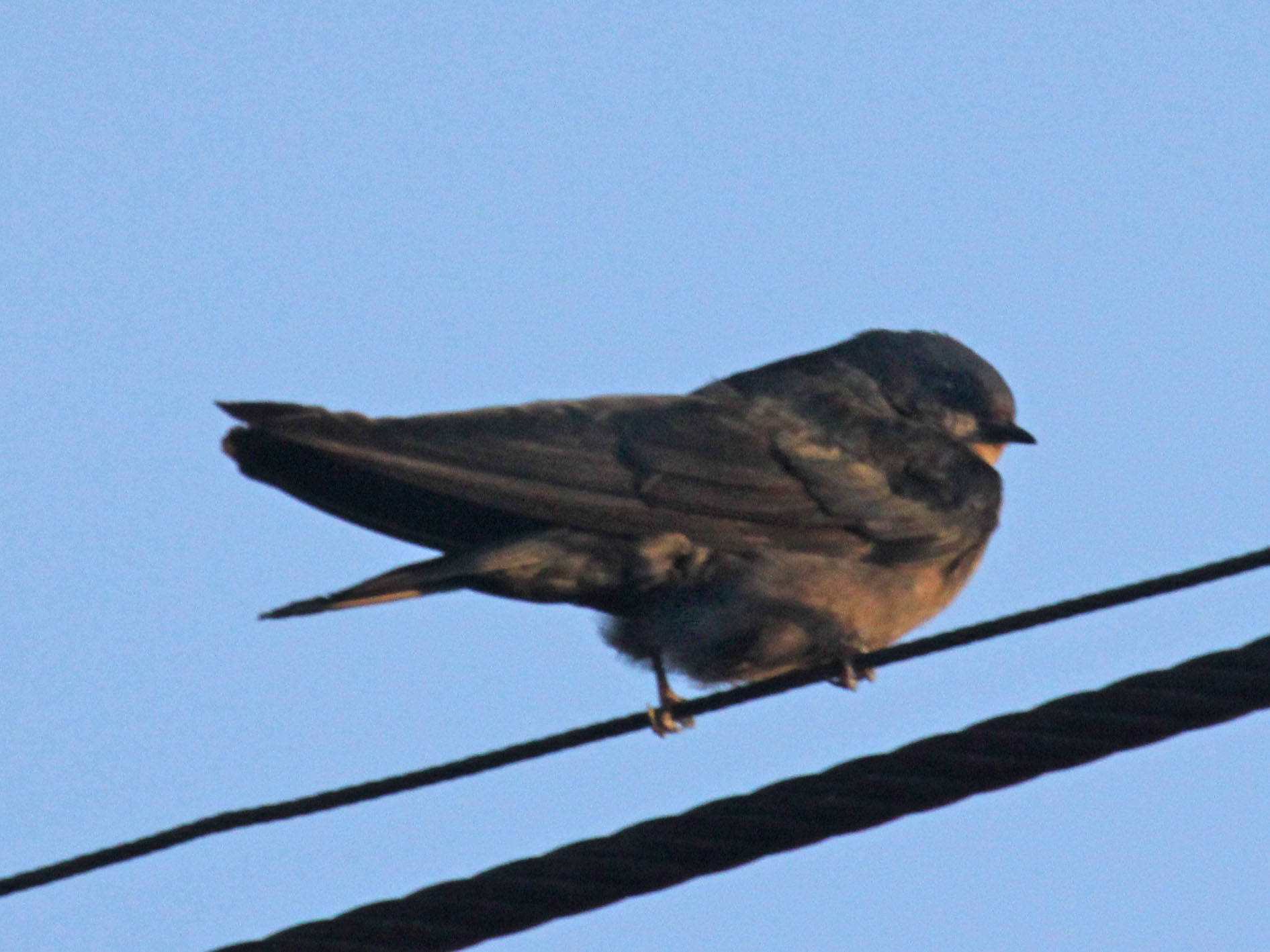
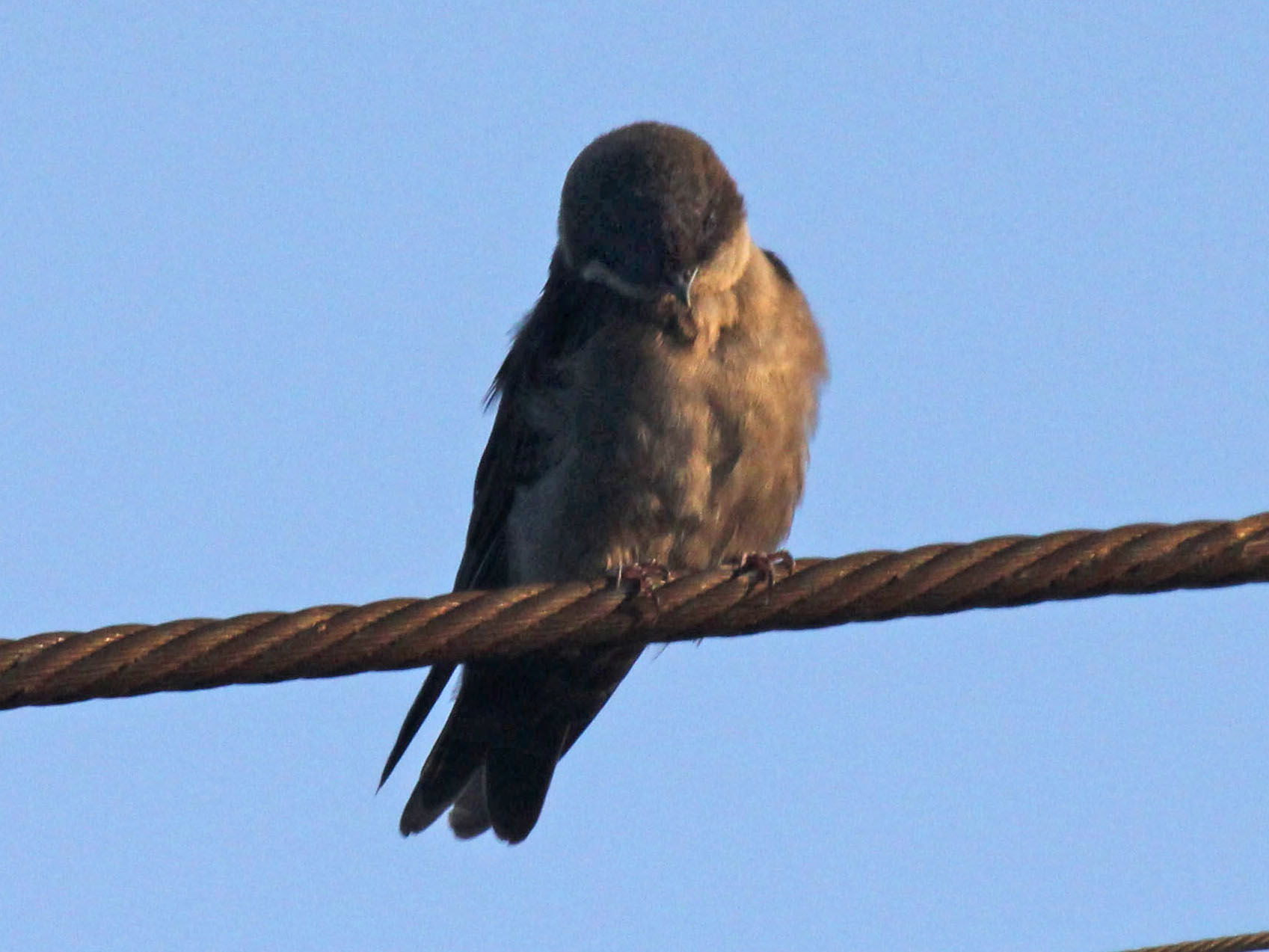